# Zum Lahmen Esel (Niederursel)

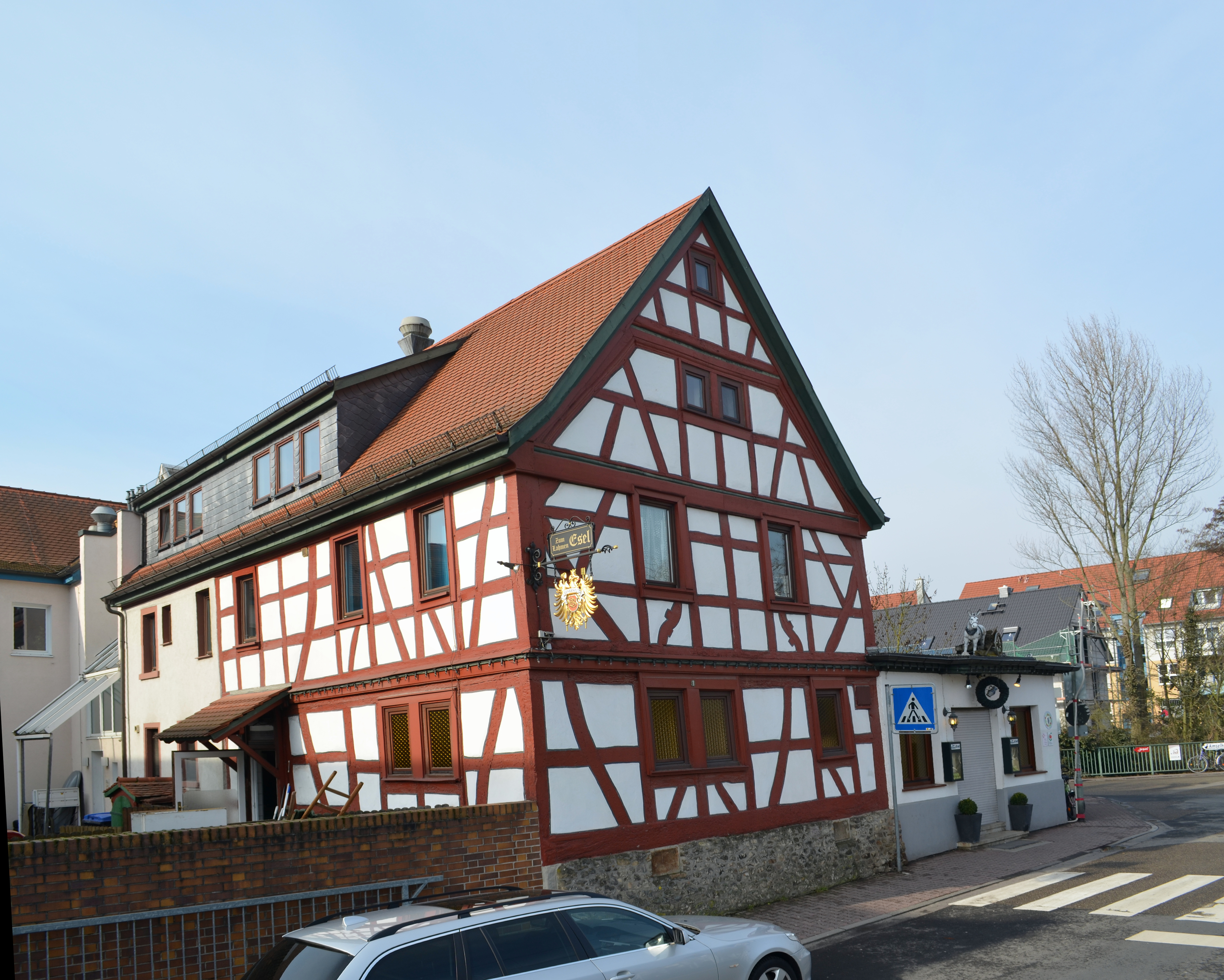
Niederursel, Lahmer Esel

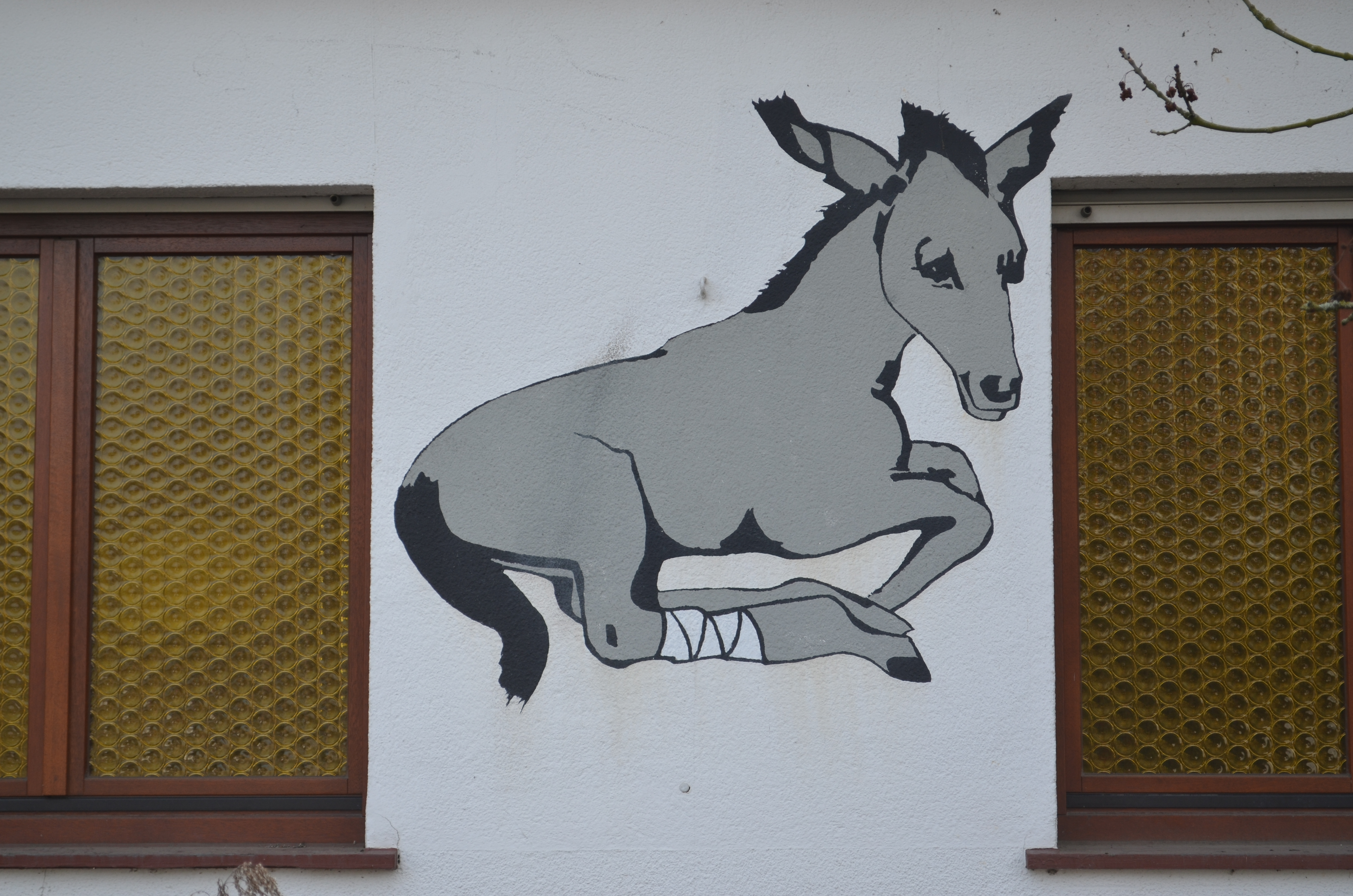
Niederursel, Lahmer Esel, Wandbild

Die Gaststätte Zum Lahmen Esel in Frankfurt-Niederursel ist eine Frankfurter Traditionsgaststätte und ein Apfelweinlokal mit Biergarten. Das Gebäude steht unter Denkmalschutz.

## Gebäude
Das Haus liegt an einem Seitenarm des Urselbaches, gegenüber der Haltestelle Niederursel der Frankfurter U-Bahn-Linie U3, U8 und U9. Das Gebäude des Gasthauses im Krautgartenweg 1 ist ein barockes Fachwerkhaus des 18. Jahrhunderts hinter einer Zierfassade. Seit 1807 wird das Anwesen als Gasthaus genutzt. Im Jahr 1993 erfolgte eine umfassende Sanierung. Innen- und Außengastronomie bieten Platz für insgesamt 400 Personen. Seit 1994 dient ein Anbau an die Gaststätte Zum Lahmen Esel als Vereinssitz des Frankfurter Landwirtschaftlichen Vereins.

## Auszeichnungen
- 2004 erhielt die Gaststätte den Gastro-Award Hessen als bestes Apfelweinlokal.[1]
- 2010 bekam der Lahme Esel den Preis für das beste Schankhaus in Deutschland.[2]